# Augurk en Pinda
Augurk en Pinda is een Amerikaanse animatieserie. De oorspronkelijke titel is Pickle and Peanut. De serie begon op 2 september 2015 in Amerika en op 6 juni 2016 in Nederland op Disney XD.

## Verhaal
Het gaat over twee antropomorfe vrienden genaamd Augurk en Pinda die avonturen beleven.

## Nederlandse stemmen
- Augurk: Jasper Taconis
- Pinda: Andre Dongelmans

De titelsong werd gezongen door Ricardo Blei.